# (10291) 1985 UT
(10291) 1985 UT est un astéroïde de la ceinture principale de 22,098 km de diamètre découvert en 1985.

## Description
(10291) 1985 UT a été découvert le 20 octobre 1985 à l'observatoire Kleť, en République tchèque, en Bohême-du-Sud, par Antonín Mrkos.

### Caractéristiques orbitales
L'orbite de cet astéroïde est caractérisée par un demi-grand axe de 2,98 ua, un périhélie de 2,65 ua, une excentricité de 0,11 et une inclinaison de 8,10° par rapport à l'écliptique. Du fait de ces caractéristiques, à savoir un demi-grand axe compris entre 2 et 3,2 ua et un périhélie supérieur à 1,666 ua, il est classé, selon la JPL Small-Body Database, comme objet de la ceinture principale.

### Caractéristiques physiques
(10291) 1985 UT a une magnitude absolue (H) de 12,6 et un albédo estimé à 0,069, ce qui permet de calculer un diamètre de 22,098 km. Ces résultats ont été obtenus grâce aux observations du Wide-Field Infrared Survey Explorer (WISE), un télescope spatial américain mis en orbite en 2009 et observant l'ensemble du ciel dans l'infrarouge, et publiés en 2014 dans un article présentant les résultats concernant 2 835 astéroïdes de la ceinture principale.